# Трохусы
Трохусы (лат. Trochus) — род морских брюхоногих моллюсков из семейства волчков (Trochidae).

## Строение
У этого семейства раковина бывает различной формы (конической, пирамидальной и др.); отверстие цельное, 4-угольное или округлое; перистома не непрерывная, то есть вход в раковину не окаймлен полным, непрерывным особенным краем; наружная губа отверстия обыкновенно острая; перламутровый слой присутствует.
Крышечка роговая со многими спиральными оборотами, над основанием ноги удлиненные хорошо развитые выросты, на голове между щупальцами два выроста; радула из 9—19 (обычно из 11) средних зубов, одного (непостоянного) бокового с каждой стороны и многих краевых; челюсти не всегда есть. Многочисленные виды в морях жаркого, умеренного и холодного пояса, преимущественно на малых глубинах, но некоторые и на больших глубинах. К роду Трохус с конической раковиной из многих мало выпуклых оборотов, угловатым или снабженным гребнем последним оборотом, плоским, вогнутым или едва выпуклым основанием, ромбоидальным отверстием, извитым столбиком с зубовидным выступом или складкой, относятся многочисленные виды жаркого пояса.

## Состав рода
В настоящее время к роду Trochus относят 31 вид:
- Trochus calcaratus Souverbie, 1875
- Trochus camelophorus Webster, 1906
- Trochus cariniferus Reeve, 1842
- Trochus chloromphalus (A. Adams, 1853)
- Trochus concinnus Philippi, 1846
- Trochus cumingii A. Adams, 1853
- Trochus elegantulus W. Wood, 1828
- Trochus erithreus Brocchi, 1821
- Trochus fastigiatus A. Adams, 1853
- Trochus ferreirai Bozzetti, 1996
- Trochus firmus Philippi, 1850
- Trochus flammulatus Lamarck, 1822
- Trochus fultoni Melvill, 1898
- Trochus histrio Reeve, 1842
- Trochus intextus Kiener, 1850
- Trochus kochii Philippi, 1844
- Trochus kotschyi Philippi, 1849
- Trochus laciniatus Reeve, 1861
- Trochus maculatus Linnaeus, 1758
- Trochus nigropunctatus Reeve, 1861
- Trochus ochroleucus Gmelin, 1791
- Trochus radiatus Gmelin, 1791
- Trochus rota Dunker, 1860
- Trochus sacellum Philippi, 1855
- Trochus squarrosus Lamarck, 1822
- Trochus stellatus Gmelin, 1791
- Trochus subincarnatus P. Fischer, 1879
- Trochus submorum (Abrard, 1942)
- Trochus tubiferus Kiener, 1850
- Trochus venetus Reeve, 1862
- Trochus zhangi Dong, 2002